# Giorgi Seturidze
Giorgi Seturidze (ur. 1 kwietnia 1985 w Tbilisi) – gruziński piłkarz, od 2014 roku grający w Dila Gori. Występuje na pozycji obrońcy. W reprezentacji Gruzji zadebiutował w 2006 roku. Do 1 grudnia 2013 roku rozegrał w niej pięć meczów.